# برویگ میشن (آلاسکا)
برویگ میشن (به انگلیسی: Brevig Mission) شهری در ناحیه سرشماری نوم ایالت آلاسکا است که جمعیت آن در سرشماری سال ۲۰۰۰ میلادی ۲۷۶ نفر بوده‌است.